# Hylettus eremita
Hylettus eremita är en skalbaggsart som först beskrevs av Wilhelm Ferdinand Erichson 1847.  Hylettus eremita ingår i släktet Hylettus och familjen långhorningar.
Artens utbredningsområde är Venezuela. Inga underarter finns listade i Catalogue of Life.